# 하주희
하주희(1982년 9월 18일 ~ )는 대한민국의 배우이다.

## 생애
2001년 잡지 신디더퍼키 모델로 데뷔했었는데 이후 2003년부터 배우로 작품 활동을 시작했다. 데뷔 초기에는 몇 편의 뮤직비디오에 출연하고, MBC 베스트극장에서 좋은 연기력을 보여주며 인지도를 쌓았다.
데뷔 이후 10여년간 드라마에는 숱하게 출연했지만, 영화와는 그 동안 인연이 없었다. 그러다가 2015년에 개봉한 19금 로맨틱 코미디 영화 연애의 맛에서 서브 주연인 푸드 스타일리스트 맹인영 역을 맡았다. 지난 출연 영화에서는 분량이 적거나 거의 없었기에 사실상 데뷔 영화나 마찬가지였다. 연애의 맛에 출연한 것을 계기로 다시 한 번 언론의 큰 주목을 받았는데, 파격적 베드신이 화제를 모았다. 인터뷰에서 부담감도 있었지만, 젊고 예쁠 때의 추억이 될 수도 있어서 흐뭇하게 찍었다고 언급했다. 게다가 극중 맡은 배역은 자신이 예쁘고 섹시하다는 것을 잘 알고 있어서 자신있는 인물이었고, 이에 촬영 전부터 철저하게 몸매 관리를 하며 준비했다고 말했다. 그래서인지 개봉 이후 영화에서 아름다운 몸매를 제대로 과시했고, 이러한 몸매에 걸맞는 정열적이고 역동적인 정사 연기를 아주 멋지게 소화해냈다는 호평이 많았다. 같은 영화의 주연 여배우이자 연기 선배인 강예원도 제작보고회 등에서 자신보다 훨씬 훌륭한 몸매를 가졌다고 언급하는 등 몸매에 대한 칭찬을 아끼지 않았다.

## 학력
- 방일초등학교
- 동덕여자중학교
- 동덕여자고등학교
- 성균관대학교 연기예술학

### 활동
- 1988년 9월 호주로 이민하여 그 나라에서 뮤지컬배우로 첫 데뷔를 하였고, 1989년 2월 한국으로 돌아왔다.
- 1995년 3월 국내에서도 뮤지컬배우로 데뷔해 활동하였다.
- 2001년 9월 모델로서 정식 데뷔하였다.
- 2002년 3월 연극 배우로 데뷔 이후 같은 해 9월 F-iv의 〈Girl〉 뮤직비디오에서 출연했고 2003년 SBS의 주말 특별기획 드라마 천년지애를 통해 연기자로서의 활동을 시작하였다.

## 출연작

### 연기 활동

#### TV 드라마/시트콤
| 연도 | 방송사     | 제목                             | 역할           | 비고     |
| ---- | ---------- | -------------------------------- | -------------- | -------- |
| 2003 | SBS        | 천년지애                         | 준코           |          |
| 2004 | MBC        | 영웅시대                         | 윤정애         |          |
| 2004 | MBC        | 사랑을 할꺼야                    | 옥구슬         |          |
| 2005 | MBC        | MBC 베스트극장 - 스톡홀름 신드롬 | 나영           |          |
| 2006 | MBC        | 소울메이트                       | 하주희         |          |
| 2006 | KBS2       | 위대한 유산                      | 진유정         |          |
| 2006 | MBC        | 환상의 커플                      | 도도녀         |          |
| 2007 | KBS2       | KBS 드라마시티 - 못생긴 당신     | 수인           |          |
| 2008 | SBS        | 물병자리                         | 명은영         |          |
| 2008 | MBC        | 내 인생의 황금기                 | 차정윤         |          |
| 2010 | SBS        | 나쁜 남자                        | 최혜주         |          |
| 2010 | SBS        | 자이언트                         | 하지영         | 특별출연 |
| 2012 | SBS        | 부탁해요 캡틴                    | 이주리         |          |
| 2012 | SBS 플러스 | 오 마이 갓x2                     | 하주희         |          |
| 2013 | KBS2       | 루비 반지                        | 서진희         |          |
| 2015 | MBC        | 최고의 연인                      | 수련           |          |
| 2016 | OCN        | 뱀파이어 탐정                    | 김가람         |          |
| 2018 | MBC        | 붉은 달 푸른 해                  | 박지혜         | 특별출연 |
| 2025 | MBC        | 태양을 삼킨 여자                 | 세리 친엄마 역 |          |

#### 영화
| 연도 | 제목                 | 역할    | 비고            |
| ---- | -------------------- | ------- | --------------- |
| 2003 | 첫사랑 사수 궐기대회 | 지원    |                 |
| 2005 | 레드아이             | 광고 여 | 우정출연 (사진) |
| 2015 | 연애의 맛            | 맹인영  |                 |
| 2019 | 발광하는 현대사      | 영희    |                 |
| 2020 | 열혈형사             | 알리샤  |                 |
| 2020 | 불량한 가족          | 선생님  | 특별출연        |

### 기타

#### 뮤직비디오
- 2002년 F-iv - Girl
- 2003년 이현우 - Stay
- 2003년 장연주 - Something Special
- 2004년 플라워 - 이곳에서
- 2007년 서문탁 - 가거라 사랑아
- 2007년 프리스타일 - 수취인불명
- 2007년 레드락 - Hello
- 2011년 프리스타일 - 별

## 수상 및 후보
| 연도 | 시상식       | 부문                    | 제목     | 역할 |
| ---- | ------------ | ----------------------- | -------- | ---- |
| 2008 | SBS 연기대상 | 연속극 부문 여자 조연상 | 물병자리 | 후보 |